# Gnophos conferata
Gnophos conferata är en fjärilsart som beskrevs av Louis Beethoven Prout 1915. Gnophos conferata ingår i släktet Gnophos och familjen mätare. Inga underarter finns listade i Catalogue of Life.